# المدرانز
المدرانز (به اسپانیایی: Almadrones) یک شهرستان در اسپانیا است که در استان گوادالاخارا واقع شده‌است.